# Diocèse de Majorque
Le diocèse de Majorque (en latin : dioecesis Maioricensis ; en catalan : diòcesi de Mallorca ; en espagnol : diócesis de Mallorca) est une église particulière de l'Église catholique en Espagne.
Érigé au Ve siècle, supprimé en 898 et rétabli en 1230, il est un diocèse historique des îles Baléares. Depuis 1928, il couvre l'île de Majorque. Son siège est la cathédrale Sainte-Marie de Palma. Depuis le 19 septembre 2017, Sebastià Taltavull Anglada est l'évêque diocésain de Majorque.

## Territoire
Le diocèse couvre 3689 km² et étend sa juridiction aux fidèles catholiques de rite latin résidant dans la communauté autonome des Baléares, sur les îles de Majorque et de Cabrera.
Le siège du diocèse se trouve dans la ville de Palma de Majorque, où se trouvent la cathédrale de Santa María et les basiliques mineures de Saint-François et Saint-Michel (es). La basilique de la Mère de Dieu se trouve à Lluc.

## Histoire
Le diocèse est érigé au Ve siècle. Le premier évêque mentionné est Élias, en 480.
En 898, les îles Baléares sont placées sous la juridiction de l'évêque de Gérone.
Au XIe siècle, l'évêque de Barcelone est autorisé à exercer sa juridiction sur l'île de Majorque.
À la suite de la reconquête, en 1229, le diocèse est rétabli dès 1230. Il couvre alors l'ensemble de l'archipel.
Le 30 avril 1782, le diocèse d'Ibiza est érigé.
Le 23 juillet 1795, le diocèse de Minorque est érigé.
À la suite du concordat de 1851, le diocèse d'Ibiza est supprimé et uni à celui de Majorque, l'évêque de Majorque joignant à ce titre celui d'Ibiza.
En 1928, le siège d'Ibiza est rétabli, comme administration apostolique puis, en 1949, comme diocèse.

## Cathédrale et basiliques mineures
La Cathédrale de Palma, à Majorque, la Seu, dédiée à Sainte-Marie, est la cathédrale du diocèse et une basilique mineure.
Les deux autres basiliques mineures du diocèse sont :
- la basilique de la Mère de Dieu, à Lluc[2] ;
- la basilique Saint-François de Palma, dédiée à saint François d'Assise[3].

## Évêques
1. Elies (480-484)
2. Ramon de Torroella (1238-1266). Diocèse exempt, dépendant directement du pape.
3. Pere de Morella (1266-1282)
4. Ponç de Jardí (1283-1303). L'an 1295 Minorque est incorporé au diocèse.
5. Guillem de Vilanova (1304-1318)
6. Ramon de Cortsaví (1318-1321)
7. Guido de Terrena (1321-1332)
8. Berenguer Batle (1332-1349)
9. Antoni de Collell (1349-1363)
10. Antoni de Galiana (1363-1375)
11. Pere Cima (1377-1390)
12. Lluís de Prades i d'Arenós (1390-1403 –première fois)

- Francesc Climent Sapera (1403 Élu)
- Lluís de Prades i d'Arenós (1407-1429 –deuxième fois)

1. Gil Sanxis Munyós (1429-1446) (ex-Clément VIII, antipape)
2. Joan García (1447-1450)
3. Arnau de Marí i de Santacília (1460-1464)
4. Pere de Santàngel (1465-1466)
5. Francesc Ferrer (1467-1475)
6. Diego de Avellaneda (1475-1488)
7. Roderic de Borja (1489-1492)
8. Joan Baptista de Salelles (1492-1493). Le diocèse est incorporé à la province ecclésiastique de Valence.
9. Guillem Ramon de Montcada (1493-1504)
10. Antonio de Rojas (1496-1507)
11. Diego de Ribera y de Toledo (1507-1511)
12. Rodrigo Sánchez de Mercado (1511-1530)
13. Agostino de Grimaldis (1530-1532)
14. Gian Battista Campeggio (1532-1558)
15. Diego de Arnedo (1561-1572)
16. Joan de Vic i Manrique (1573-1604)
17. Alfonso Lasso y Sedeño (1604-1607)
18. Simó Bauçà (1608-1623)

- Félix de Guzmán (1625 Élu)

1. Baltasar de Borja i de Velasco (1625-1630)
2. Juan de Santander (1631-1644)
3. Tomàs de Rocamora (1644-1653)
4. Miguel Pérez de Nueros (1655-1656)
5. Diego Escolano y Ledesma (1656-1660)
6. Pere Ferran Manjarrés de Heredia (1660-1670)
7. Bernat Cotoner (1671-1684)
8. Pere d'Alagó y de Cardona (1684-1701)
9. Francisco Antonio de la Portilla (1702-1711)
10. Atanasio de Esteparripa y Tranajaurregui (1712-1721)
11. Juan Fernández Zapata (1722-1729), ancien membre de l'université de Valladolid, évêque de Majorque jusqu'en 1729, qui sur le chemin d'occuper son nouveau siège épiscopal de León, est décédé à Aniago la même année « a voulu être enterré sous la tutelle de la Sainte Vierge d'Aniago », comme inscrit sur sa pierre tombale, visible dans la Chartreuse Notre-Dame d'Aniago[4]
12. Benito Panyelles y Escardó (1730-1743)
13. José de Cepeda y Castro (1744-1750)
14. Llorenç Despuig i Cotoner (1750-1763)
15. Francisco Garrido de la Vega (1763-1772)
16. Juan Díaz de la Guerra (1772-1777)
17. Pedro Rubio-Benedicto y Herrero (1778-1794)
18. Bernat Nadal i Crespí (1794-1818). L'an 1795 est créé le diocèse de Minorque.
19. Pedro González Vallejo (1819-1824)
20. Antonio Pérez de Hirias (1825-1842)
21. Rafael Manso (1847-1851)
22. Miquel Salvà i Munar (1851-1873). L'an 1852 Eivissa est incorporée au diocèse.
23. Mateu Jaume i Garau (1875-1886)
24. Jacinto María Cervera y Cervera (1886-1897)
25. Pere Joan Campins Barceló (1898-1915)
26. Rigobert Domènec Valls (1916-1924)
27. Gabriel Llompart y Jaume Santandreu (1925-1928)
28. Josep Miralles i Sbert (1930-1947)
29. Juan Hervás i Benet (1946-1947 coadjuteur, 1947-1955 évêque). L'an 1949 est créé le diocèse d'Eivissa.
30. Jesús Enciso Viana (1955-1964)
31. Rafael Álvarez Lara (1965-1972)
32. Teodor Úbeda Gramage (1972-2003)
33. Jesús Murgui Soriano (2003-2012)
34. Xavier Salinas Viñals (2012-2016)
35. Sebastià Taltavull Anglada (depuis 2017)

### Articles liés
- Diocèses et archidiocèses d'Espagne
- Église catholique en Espagne